# Born to Run
Pour la chanson, voir Born to Run (chanson).
Albums de Bruce Springsteen
The Wild, the Innocent and the E Street Shuffle
(1973) Darkness on the Edge of Town
(1978)
Born to Run est le troisième album de Bruce Springsteen, qu'il a produit avec Jon Landau et Mike Appel, sorti en 1975. Il fut classé en troisième place des meilleures ventes des disques aux États-Unis.
En 2002, le magazine Rolling Stone a classé cet album au dix-huitième rang d'un Top 500 des meilleurs albums de tous les temps, tandis que la station musicale VH1 a classé cet album au vingt-septième rang d'un classement similaire en 2003. Cette même année, il a reçu le Grammy Hall of Fame Award et a été inscrit au registre national des enregistrements (National Recording Registry) de la bibliothèque du Congrès à Washington.
Beaucoup de fans du Boss considèrent cet album comme son meilleur. Cette œuvre symbolise un côté de l'Amérique parfois méconnu, plein d'espérance et tumultueux. Les laissés pour compte (Jungleland), sans que le droit au rêve ne leur soit pas permis (Born to Run). Sa jeunesse sur la côte se fait clairement sentir, ainsi que des références à son enfance et à des personnes qui l'ont marqué, qu'il aime et qui l'ont soutenu (Backstreets, Thunder Road, Meeting across the River) dans un monde où il faut s'accrocher, où il y a beaucoup de perdants, et où même l'effort ne suffit pas.
Musicalement, Springsteen adopte un style plus dur que précédemment en forçant sa voix. Beaucoup de cuivres accompagnent la trame, on assiste à une sorte d'opéra pop du nouveau monde, avec des éléments indissociables de l'Amérique. L'album préfigure le suivant (Darkness on the Edge of Town) bien que beaucoup plus gai et donc plus accessible, mais par là en même temps moins touchant et moins percutant.

## Liste des pistes
Toutes les chansons sont écrites et composées par Bruce Springsteen.
| No | Titre                    | Durée |
| -- | ------------------------ | ----- |
| 1. | Thunder Road             | 4:49  |
| 2. | Tenth Avenue Freeze-Out  | 3:10  |
| 3. | Night                    | 3:00  |
| 4. | Backstreets              | 6:30  |
| 5. | Born to Run              | 4:30  |
| 6. | She's the One            | 4:30  |
| 7. | Meeting across the River | 3:18  |
| 8. | Jungleland               | 9:35  |

## Singles
Les singles extraits de l'album furent :
- Born to Run, no 23 aux États-Unis.
- Tenth Avenue Freeze-Out, no 83 aux États-Unis.

## Musiciens ayant participé à l'album
- Bruce Springsteen (Chant, guitare, harmonica)
- Garry Tallent (Basse)
- Richard Davis (Basse)
- Clarence Clemons (Saxophone)
- Randy Brecker (Trompette, bugle)
- David Sanborn (Saxophone)
- Michael Brecker (Saxophone)
- Wayne Andre (Trombone)
- Roy Bittan (Piano, Fender Rhodes, orgue, clavecin, glockenspiel)
- David Sancious (Claviers)
- Danny Federici (Orgue)
- Max M. Weinberg (Batterie)
- Ernest Carter (Batterie)
- Suki Lahav (Violon)
- Steven Van Zandt (Chœur)

## Classements
| Classement (1975)             | Meilleure position |
| ----------------------------- | ------------------ |
| Belgique (Flandre Ultratop)   | 67                 |
| Espagne (Promusicae)          | 10                 |
| États-Unis (Billboard 200)    | 3                  |
| France (SNEP)                 | 93                 |
| Italie (FIMI)                 | 15                 |
| Norvège (VG-lista)            | 13                 |
| Nouvelle-Zélande (RIANZ)      | 28                 |
| Pays-Bas (Mega Album Top 100) | 7                  |
| Royaume-Uni (UK Albums Chart) | 17                 |
| Suède (Sverigetopplistan)     | 7                  |

## Certifications
| Pays                  | Certification | Unités certifiées |
| --------------------- | ------------- | ----------------- |
| Australie (ARIA)      | 2 × Platine   | 140 000           |
| Canada (Music Canada) | 2 × Platine   | 200 000           |
| États-Unis (RIAA)     | 7 × Platine   | 7 000 000         |
| Finlande (IFPI)       | Or            | 25 000            |
| France (SNEP)         | Or            | 100 000           |
| Irlande (IRMA)        | Or            | 7 500             |
| Italie (FIMI)         | Or            | 25 000            |
| Pays-Bas (NVPI)       | Or            | 50 000            |
| Royaume-Uni (BPI)     | Platine       | 300 000           |